# Tanks de l'armée allemande
 (juillet 2021).
Si vous disposez d'ouvrages ou d'articles de référence ou si vous connaissez des sites web de qualité traitant du thème abordé ici, merci de compléter l'article en donnant les références utiles à sa vérifiabilité et en les liant à la section « Notes et références ».
Cet article sur les chars d'assaut traite de l'histoire des tanks servant dans l'Armée allemande de la Première Guerre mondiale, l'entre-deux-guerres, et les Panzers de la Wehrmacht allemande pendant la Seconde Guerre mondiale, la Guerre Froide et de l'époque moderne.

## Première Guerre mondiale et entre-deux-guerres

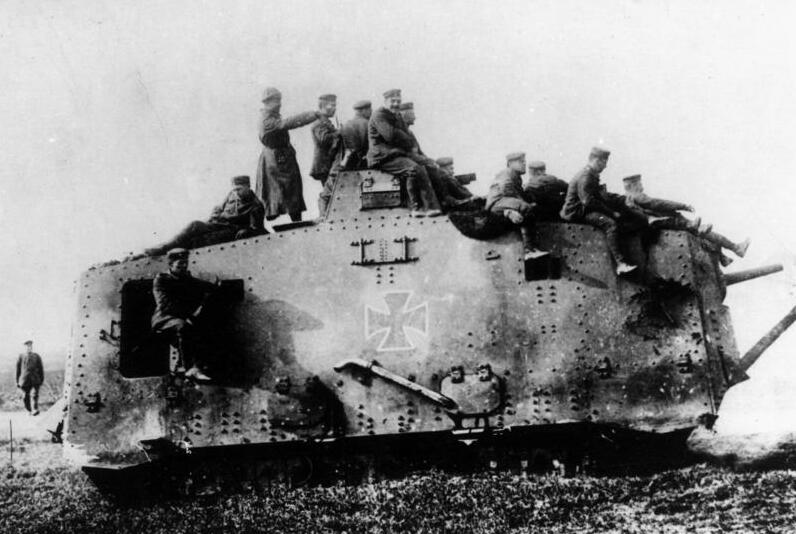
A7V appelé le Siegfried, plus tard mis au rebut par les Alliés en 1919.

Le développement de tanks dans la Première Guerre mondiale a commencé comme une tentative pour sortir de l'impasse que la guerre de tranchée avait apporté pour le Front de l'Ouest. Les Britanniques et les français ont commencé à expérimenter en 1915, et déployé des chars dans la bataille de 1916 et 1917, respectivement. Les Allemands, en revanche, ont été plus lent à développer des tanks, en se concentrant sur les armes anti-tank.
La réaction de l'Allemagne au modeste succès initial de la chars Alliés était le A7V, qui, à l'instar de certains autres tanks de la période, a été basée sur chenilles de type Holt Tractors. D'abord convaincu que les tanks étaient une menace grave, le Haut Commandement n'a ordonné qu'une vingtaine de A7V, qui ont pris part à une poignée d'actions entre mars et octobre 1918. Ils ont souffert de nombreux défauts de conception, et l'Allemagne a en fait utilisé plus de chars Britanniques capturés que A7V. Comme il est devenu clair que le tank pourrait jouer un rôle important sur le champ de bataille, l'Allemagne a commencé à travailler sur les plans pour des chars à la fois lourds et légers, mais seulement un petit nombre de prototypes ont été achevés à la fin de la Guerre.
Après l'Armistice, tous les tanks allemands ont été confisqués. Presque tous ont finalement été mis au rebut, et les divers traités d'après-guerre ont interdit à l'ancien pouvoir la construction et la possession des tanks.

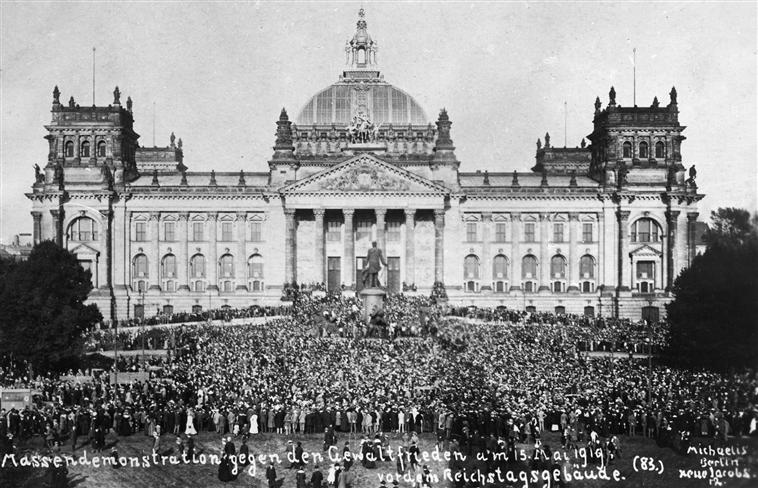
Manifestation allemande contre le Traité de Versailles devant le Reichstag

Le 30 janvier 1933, Adolf Hitler fut nommé Chancelier d'Allemagne. S'il dirigeait initialement un gouvernement de coalition, il a rapidement éliminé ses partenaires du pouvoir. Il ignora les restrictions imposées par le Traité de Versailles (1919) et commença a réarmer l'Allemagne en approuvant le développement de nombreux Tanks allemands.

## Seconde Guerre mondiale

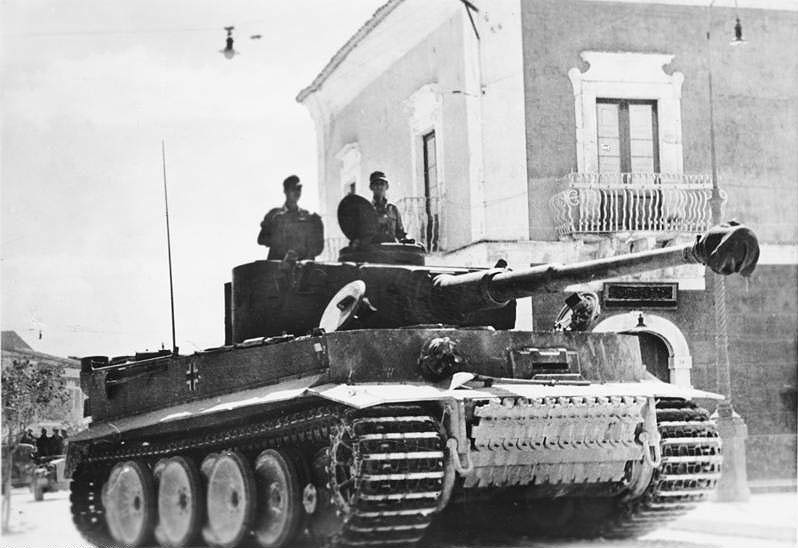
Un tank allemand Tigre I.

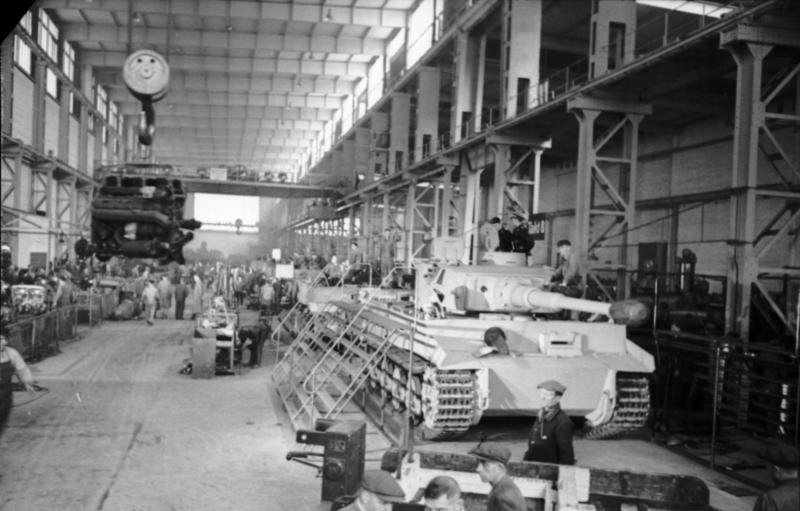
Tigre I sur une ligne de production. 1944

L'armée allemande a d'abord utilisé des tanks légers comme le Panzer I et le Panzer II, mais les principaux étaient les tanks légers : Panzer III et Panzer IV, datant de 1937. 
Le Panzer IV devint la référence de la cavalerie allemande et l'atout principale de la blitzkrieg. Pendant l'invasion de la Russie en 1941, l'armée allemande fit face aux célèbres et technologiquement avancés T-34 Soviétiques. Cela a amené l'Allemagne à développer le Panther ou Panzer V en retour. Ses canons de 75 mm pouvaient ainsi pénétrer les tanks soviétiques. 
Les allemands ont également développer des tanks lourds tels que le Tiger I (1942) ou le Tiger II, capables de défaire tous les tanks alliés, cela n'aura cependant pas permis de changer l'issue de la guerre. L'Allemagne a aussi lancé des projets de chars super-lourd vers la fin de la guerre tel que le Panzerkampfwagen VIII Maus ou le Panzer IX